# Rebecca Dalton
Rebecca Dalton (* 10. Januar 1989) ist eine kanadische Schauspielerin.

## Leben
Rebecca Dalton hatte 2010 eine erste Episodenrolle in der Serie Unnatural History. 2012 spielte sie in der zweiten Staffel der Serie The L.A. Complex die Rolle der Dita. 2014/15 gehörte sie als Stephanie Lyons in der kanadischen Serie Spun Out zur Hauptbesetzung. In der Serie Good Witch des Hallmark Channels mit Catherine Bell verkörperte sie von der zweiten bis zur fünften Staffel die Rolle der Tara Russell, während diese Rolle in der ersten Staffel Ashley Leggat verkörperte.
Hauptrollen hatte sie unter anderen in Filmen wie Meine Weihnachtsliebe aus Paris (2019), Santa Squad: Die Weihnachtstruppe / Weihnachtszauber auf Bestellung (2020), Mein Flitterwochen-Date (2021), Pizza, Pasta & Verlieben – From Italy with Amore, Lemonade Stand Romance und A Tiny Home Christmas (2022) sowie The Dog Lover's Guide to Dating, Dream Wedding, Christmas by Design, Christmas in Big Sky Country (2023) und Falling Like Snowflakes (2024).
In der Serie The Big Cigar (2024) von Apple TV+ über den Gründer der Black Panther Party Huey Newton übernahm sie die Rolle der Jessica.
In den deutschsprachigen Fassungen wurde sie unter anderem von Friederike Walke in Good Witch, von Lisa Marie Becker in Pizza, Pasta & Verlieben – From Italy with Amore, von Franciska Friede in Weihnachtszauber auf Bestellung, von Maria Wardzinska in Meine Weihnachtsliebe aus Paris  sowie von Moira May in Christmas Wedding Planner synchronisiert.
2019 heiratete sie den Automobilrennfahrer James Hinchcliffe. Die beiden absolvierten dieselbe High School in Toronto in Kanada und besuchten 2004 gemeinsam den Abschlussball.

## Filmografie (Auswahl)
- 2010: Unnatural History – Beetlemania (Fernsehserie)
- 2010: Mein Babysitter ist ein Vampir – Der Film (My Babysitter’s a Vampire)
- 2011: Mein Babysitter ist ein Vampir (My Babysitter’s a Vampire, Fernsehserie, zwei Episoden)
- 2012: Lost Girl – Midnight Lamp (Fernsehserie)
- 2012: Life with Boys – Blah, Blah, Blah with Boys (Fernsehserie)
- 2012: The L.A. Complex (Fernsehserie, 13 Episoden)
- 2013–2014: Degrassi: Minis (Fernsehserie, vier Episoden)
- 2014: Working the Engels – Jenna's Friend (Fernsehserie)
- 2014: Suits – Two in the Knees (Fernsehserie)
- 2014: Rocky Road (Fernsehfilm)
- 2014: Saving Hope – The Other Side of Midnight (Fernsehserie)
- 2014–2015: Spun Out (Fernsehserie, 26 Episoden)
- 2015: The Colossal Failure of the Modern Relationship
- 2015–2019: Good Witch (Fernsehserie, 17 Episoden)
- 2015: The Unauthorized Melrose Place Story (Fernsehfilm)
- 2016: Ein perfektes Weihnachtsfest (A Perfect Christmas, Fernsehfilm)
- 2016: Total Frat Movie
- 2017: Christmas Wedding Planner (Fernsehfilm)
- 2019: Meine Weihnachtsliebe aus Paris (Christmas in Paris, Fernsehfilm)
- 2020: The Wedding Planners – Sweet Home Wedding (Fernsehserie)
- 2020: Santa Squad: Die Weihnachtstruppe / Weihnachtszauber auf Bestellung (The Santa Squad, Fernsehfilm)
- 2021: Nurses – Chaos Magnet (Fernsehserie)
- 2021: Mein Flitterwochen-Date (Under a Lover's Moon, Fernsehfilm)
- 2022: Lemonade Stand Romance (Fernsehfilm)
- 2022: Pizza, Pasta & Verlieben – From Italy with Amore (For the Love of Pasta, Fernsehfilm)
- 2022: A Tiny Home Christmas (Fernsehfilm)
- 2023: The Dog Lover's Guide to Dating (Fernsehfilm)
- 2023: Dream Wedding
- 2023: Christmas by Design (Fernsehfilm)
- 2023: Christmas in Big Sky Country
- 2024: The Big Cigar (Miniserie, drei Episoden)
- 2024: Falling Like Snowflakes (Fernsehfilm)
- 2024: Head Over Heels (Fernsehfilm)
- 2025: The Love Club (Fernsehserie)